# Caroline Galt

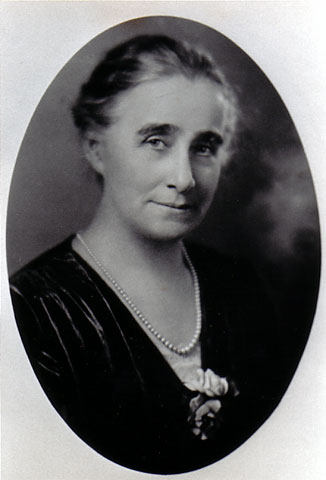
Caroline Morris Galt (1920)

Caroline Morris Galt (* 6. November 1875 in Aurora, Illinois; 17. Januar 1937 in South Hadley, Massachusetts) war eine US-amerikanische Klassische Archäologin.

## Leben und Wirken
Caroline Galt war die Tochter von Thomas Galt und der in Schottland geborenen Jeannette McFarlane Galt. Sie besuchte ab 1893 das Bryn Mawr College, wo ihre Hauptfächer Griechisch und Mathematik waren. 1897 erlangte sie ihren Bachelor-Abschluss. Danach begann sie am Pennsylvania College for Women in Pittsburgh Altgriechisch und Latein zu lehren. Nachdem sie ihr Studium 1903 kurzfristig im Hauptstudium an der 1903 University of Chicago wieder aufgenommen hatte, ging sie noch im selben Jahr an das Mount Holyoke College in South Hadley, Massachusetts, wo sie für den Rest ihrer Karriere lehrte und im Laufe der Zeit die Karriereleiter angefangen beim Reader in Latin (1903–1904) über Instructor in Latin (1904–1910) bis zum Associate Professor of Latin (1911–1913) beschritt. 1907 und 1908 belegte Galt Sommerkurse an der Columbia University in New York City und war 1910/11 an der American School of Classical Studies in Rome. Nachdem Louise Fitz Randolph, die das Department of Art History and Archaeology am Mount Holyoke College begründet hatte, 1913 in Pension ging, wurde Galt Associate Professor of Archaeology und ab 1923 Associate Professor of Archaeology and Greek. 1917/18 hatte sie noch einmal Kurse im Hauptstudium an der Columbia University belegt. 1926 war sie als Annual Professor an der American School of Classical Studies at Athens und damit die erste Frau, die auf diese Position berufen wurde. Nach der Rückkehr stieg sie schließlich zum Professor of Archaeology and Greek auf. All das erreichte Galt, ohne nach ihrem Bachelor-Abschluss 1897 in Bryn Mawr promoviert zu haben oder wenigstens einen Master-Abschluss zu erwerben. Warum sie das nicht im Laufe ihrer Karriere nachholte, ist nicht bekannt. Aufgrund ihrer wichtigen Rolle in gleich zwei bedeutenden Departments des Colleges, den classics wie auch dem Kunstbereich, fiel ihr lange die Rolle des Marschalls der Akademischen Prozessionen zu, die sie mit viel Stolz im dazu gehörigen Ornat ausfüllte.
1937 verstarb Galt an einer Krebserkrankung und hinterließ eine große Lücke im Collegeleben. Für ihre Trauerfeier wurden alle universitären Veranstaltungen abgesagt. 1941 wurde ihr zu Ehren eine Sonderausstellung antiker Objekte in der Dwight Hall des Colleges durchgeführt. Die von Lucy Shoe organisierte bedeutende Ausstellung mit zahlreichen Leihgaben war zugleich die Ausstellung aus Anlass des zehnten Jubiläums des von Galt begründeten Vereins Mount Holyoke Friends of Art. Nur wenig später wurde die Archäologie als Studienfach am College eingestellt.
Ihre besondere Bedeutung erlangte Galt als akademische Lehrerin am Mount Holyoke College, das allerdings nur die Ausbildung untergraduierter Studentinnen anbot, für weitergehende Studien und Abschlüsse mussten andere Universitäten besucht werden. Dennoch schlugen nicht wenige ihrer Studentinnen später eine Karriere in den von ihr gelehrten Fächern ein. Rhys Carpenter vom Bryn Mawr College stellte einmal fest, dass Galt die am besten vorbereiteten Studenten schuf. Sie lehrte ein weites Feld an Themen, griechische Architektur, Skulptur und Keramik, ägäische Archäologie, römische Archäologie und Topografie von Rom, griechische und römische Numismatik und weitere Bereiche. Zudem gab sie die Kurse zum griechischen Drama. Ihr Büro hatte sie in der Dwight Hall, wo die archäologischen Sammlungen wie auch die unter Fitz Randolph angelegte Abgusssammlung des College aufbewahrt wurden. Unter den sorgfältig ausgewählten Objekten der gelegentlich erweiterten Sammlung waren auch altägyptische Stücke aus der Sammlung von Caroline Ransom Williams, der Nichte von Fitz Randolph. Galt bezog die Stücke nicht nur aktiv in die Lehre mit ein, sie waren auch meist die Grundlagen ihrer wenigen, dann aber bedeutenden akademischen Veröffentlichungen. Ihre Theorie zum Verschleierungsgebot für verheiratete Frauen im Antiken Athen schafften es bis in die Tagespresse. Ihre wichtigste Erwerbung für das College war eine kleine Bronzestatuette eines Athleten im strengen Stil, die heute als Mount Holyoke Bronze bekannt ist und von Galt 1929 erstpubliziert wurde.
Galt war keine herausragende Rednerin, war aber immer gut vorbereitet und verbreitete mit ihrem weißen, fest nach hinten gezogenen Haar und einwandfreier Kleidung einen Eindruck von Würde, Strenge, Respektabilität und Professionalität. Von ihren Studentinnen wurde sie bewundert, ja geliebt. Selbst gehörte sie zu einer frühen Generation von Feministinnen, die sich in einer Männerdomäne ihren Platz und ihre Anerkennung erkämpft hatte. Während sie die semesterfreie Zeit bei ihrer Familie – auch ihre Schwestern Mary Wallace Galt und Jeannette Rachel Galt lehrten am Mount Holyoke Mathematik beziehungsweise Latein – auf einer Farm in Elkton, Maryland, verbrachte, lebte sie in der Zeit der Vorlesungen gemeinsam mit einer Partnerin im College Inn, der Unterkunft für Lehrkräfte in South Hadley. Mit ihrer Partnerin pflegte sie auch ihre Reisen in die Welt anzutreten. Galt gehörte dem Organisationskomitee der American School of Classical Studies at Athens und dem Beirat der American School of Classical Studies in Rome an. Darüber hinaus war sie Mitglied des Archaeological Institute of America, der American Philological Association, der Classical League und der American Numismatic Society.

## Publikationen
- Some Corinthian Staters and Myron’s Athena. In: Berliner philologische Wochenschrift, 8. Juli 1911.
- A Marble Fragment at Mount Holyoke College from the Cretan City of Aptara. In: Art and Archaeology 1917, Seiten 143–154, Digitalisat.
- Moonlight on the Acropolis. A Remarkable Night Photograph. In: The Illustrated London News 14. April 1928, Seite 629.
- A Bronze Statuette. In: American Journal of Archaeology 33, 1929, Seiten 41–52, Digitalisat.
- Veiled Ladies. In: American Journal of Archaeology 35, 1931, Seiten 373–93.